# Großdittmannsdorf
Großdittmannsdorf ist ein Ortsteil von Radeburg in Sachsen, nordwestlich von Dresden.

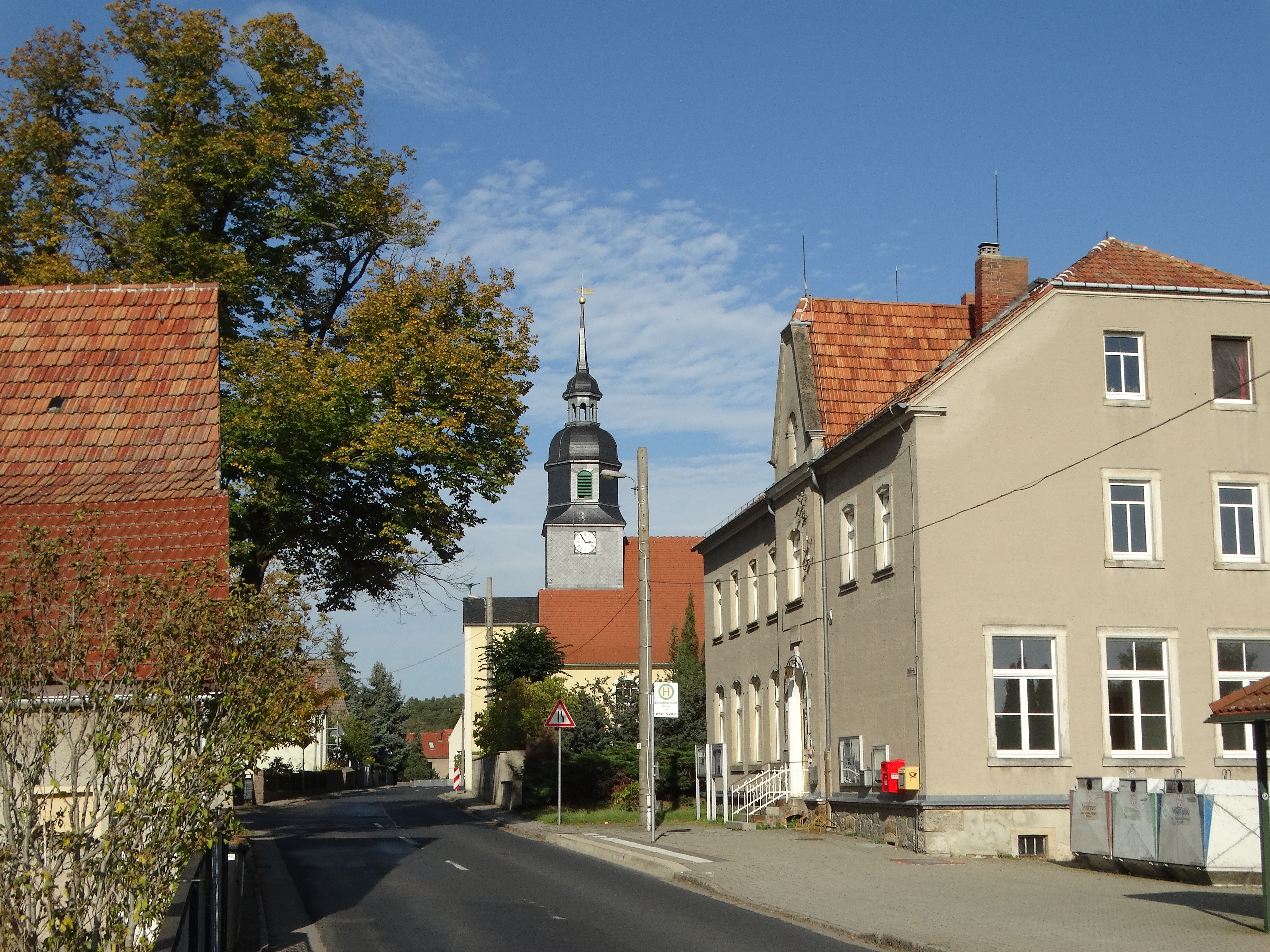
Das Ortszentrum mit Kirche und Gemeindeverwaltung in Großdittmannsdorf

| Radeburg              | Würschnitz Verwaltungsgemeinschaft Thiendorf | Laußnitzer Heide             |
| Berbisdorf (Radeburg) | Kompassrose, die auf Nachbargemeinden zeigt  | Ottendorf-Okrilla            |
| Bärnsdorf             | Marsdorf (Dresden)                           | Medingen (Ottendorf-Okrilla) |

## Geschichte

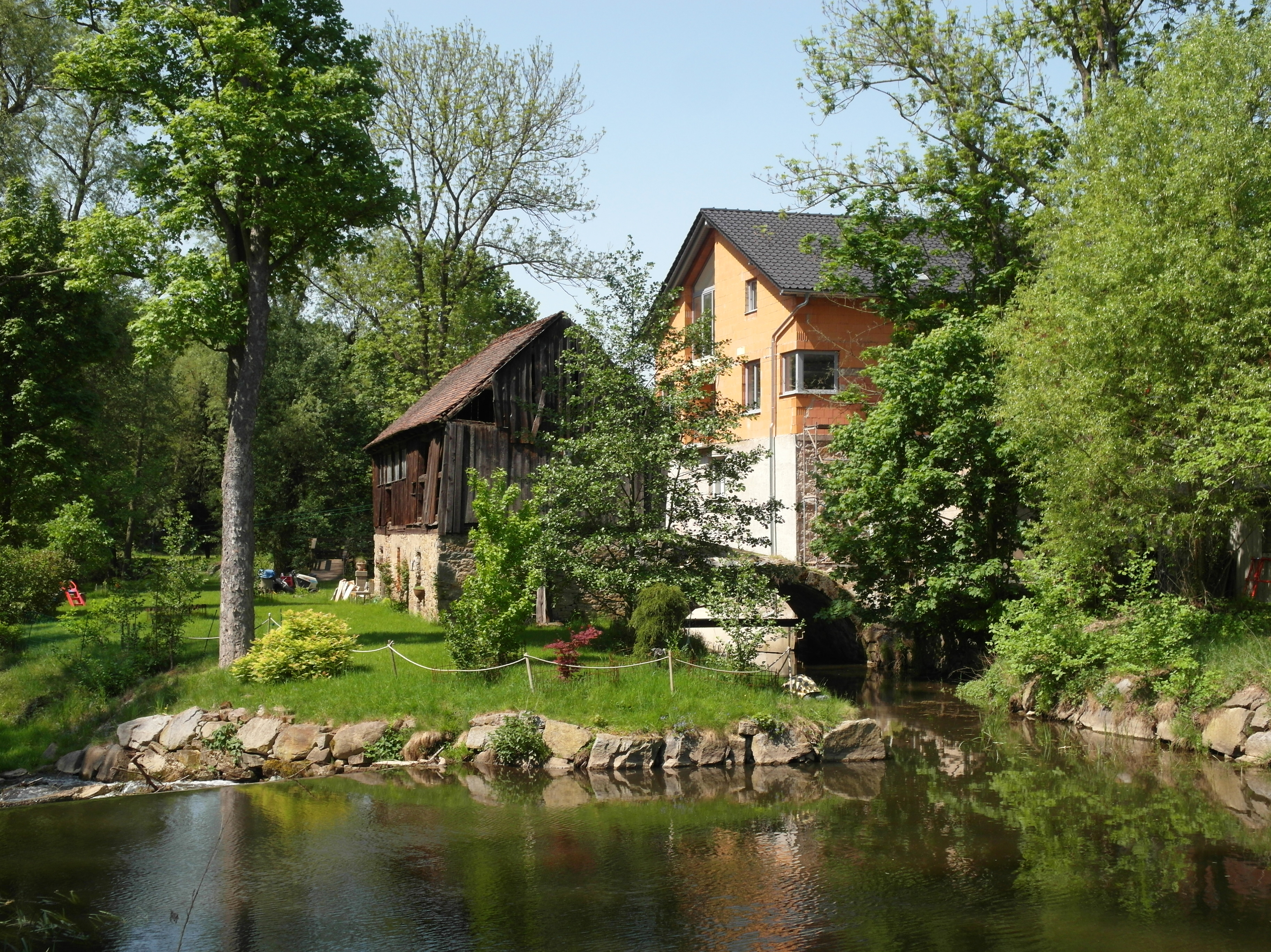
Bodenische Mahl- und Schneidemühle in der Großen Röder, 2018

Großdittmannsdorf wurde 1357 erstmals urkundlich erwähnt und lag im Siedlungsgebiet der Daleminzier. Die Ortsgründung Dittmannsdorf ist im Zuge der Deutschen Ostsiedlung in der zweiten Hälfte des 13. Jahrhunderts durch einen Lokator Dittmann zu vermuten und lag im Einzugsbereich der Via Regia Lusatiae Superioris (auch Heer- oder Salzstraße) nach dem Kloster Neuzelle und in die Lausitz. Die Randlage des Ortes soll in Kriegszeiten, besonders im Dreißigjährigen und Siebenjährigen Krieg sowie während der Napoleonischen Kriege ein Vorteil gewesen sein. Der Ort war unbedeutend. Territorialpolitisch war Großdittmannsdorf und dessen Einkünfte aus erbuntertänigen Bewohnern immer wieder eine „Verschiebemasse“ benachbarter Grundherrschaften, insbesondere zwischen den Rittergütern Radeburg, Tauscha, Berbisdorf und Boden. Anteile gehörten auch den Rittern von Tauscha und Kleinnaundorf. Die Eigentümer von Boden übten die historisch längste Zeit das Kirchenpatronat über Dittmannsdorf aus.
Die Einwohner von Großdittmannsdorf nutzten in den Wintern das Eis der Großen Röder geschickt aus. Sie transportierten das Natureis in ihre Eiskeller, in den Berghängen am östlichen Flussufer. Das Eis hielt sich bis in den Sommer und sie konnten so ihre Lebensmittel wie auch Fische und Fleisch länger lagern.

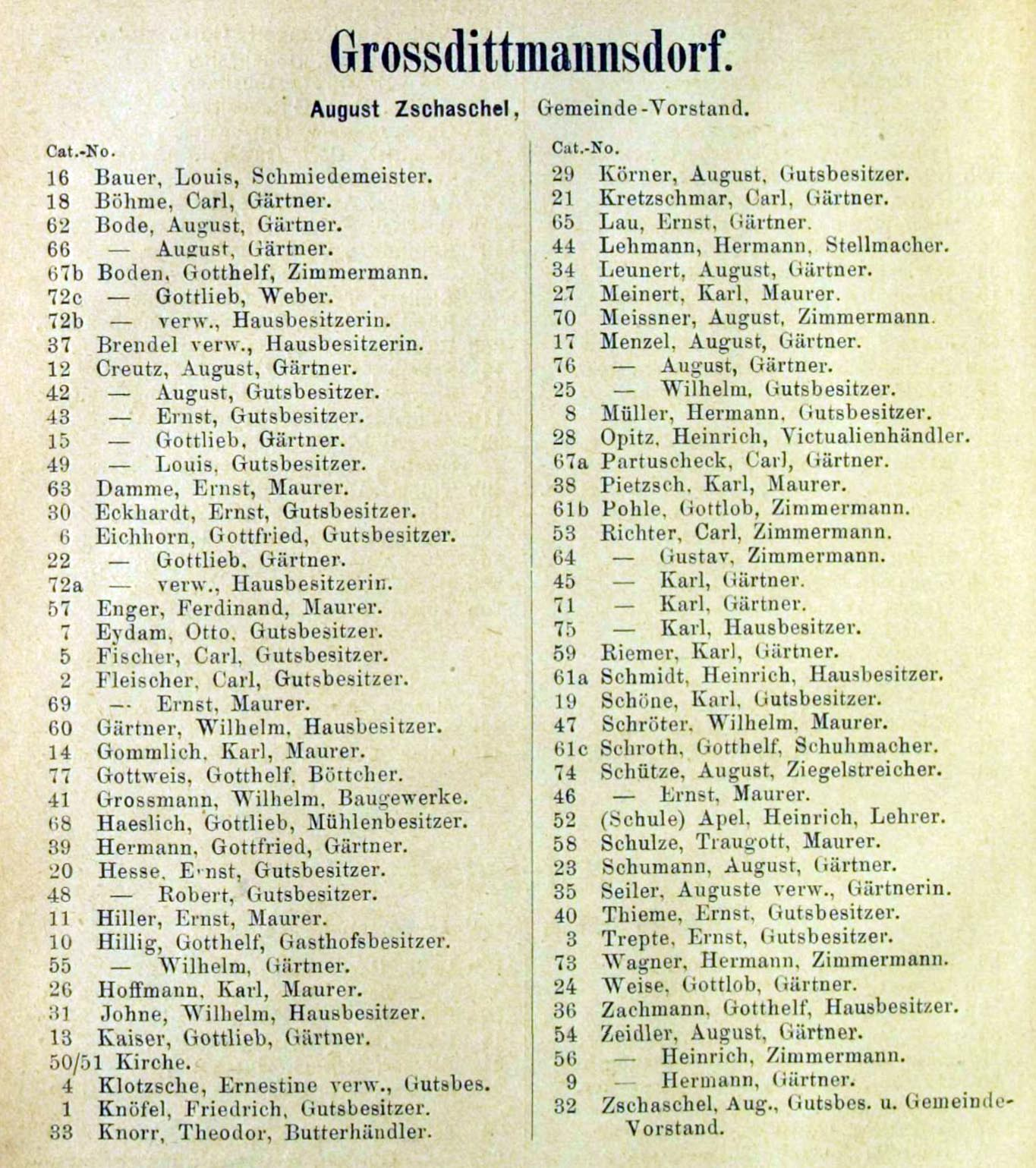
Verzeichnis der Hausbesitzer von Großdittmannsdorf 1888

Im Jahr 1888 erschien ein Einwohnerverzeichnis von Großdittmannsdorf im Adressbuch der Stadt Radeburg. Es sind nur Personen aufgeführt, die Besitzer von Häusern sind. Die Nummer vor dem Namen ist die Hausnummern und alle Hausbesitzer hatten einen Geldbeitrag in die Feuerlöschkasse zu zahlen. Die Schule hatte die Nummer 52 und dort wohnte der Lehrer Heinrich Apel.

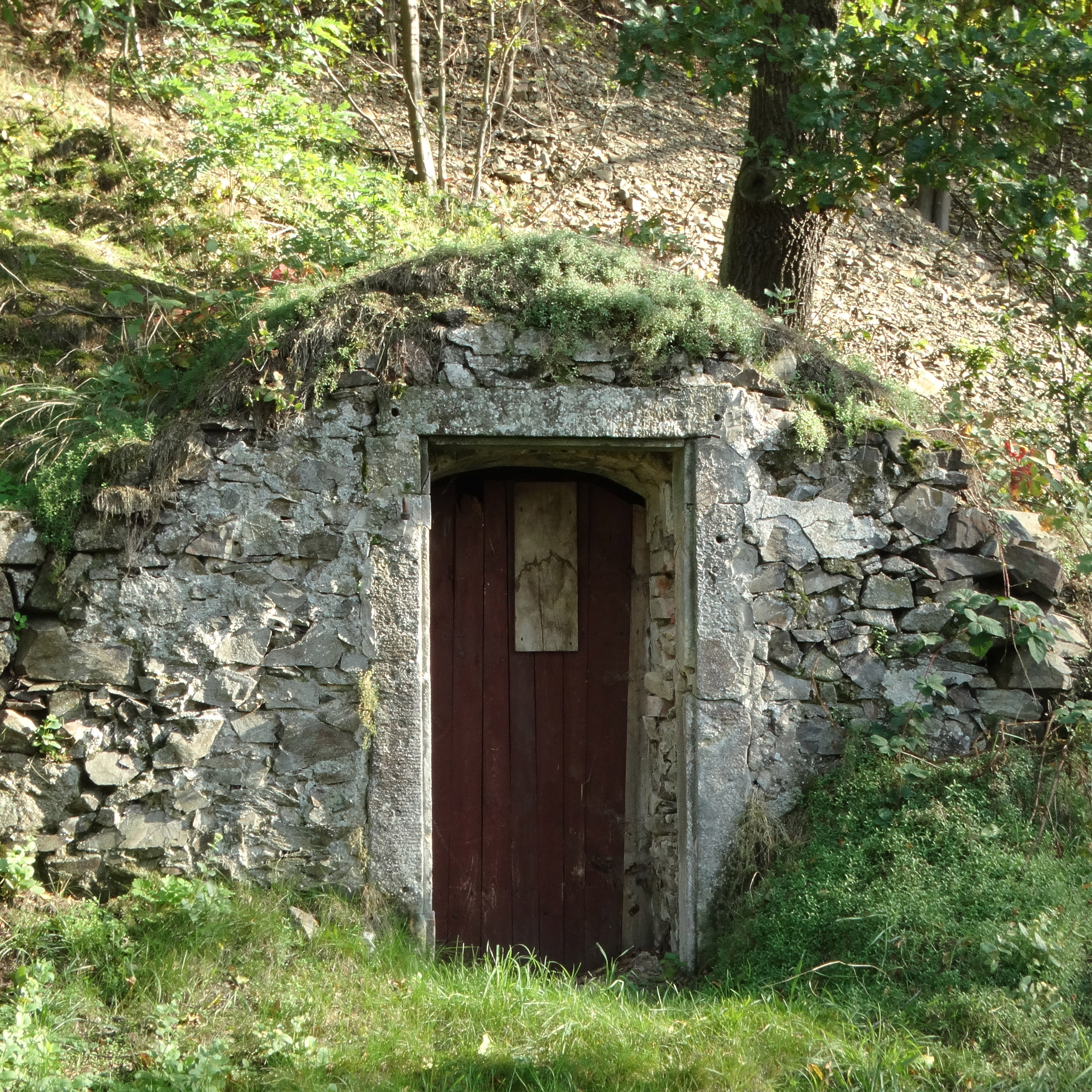
Eiskeller auf dem Auenweg in Großdittmannsdorf

Im Jahr 1901 erschien ein Adressbuch der Stadt Radeburg und deren Landgemeinden. Großdittmannsdorf hatte 468 Einwohner. Allerdings sind nur die Personen aufgeführt, die Besitzer oder Mieter von Wohnungen sind. Untermieter und Familienangehörige sind nicht verzeichnet. Die Hausnummern (es gab noch keine Straßennamen) gingen bis zur Hausnummer 76. Herr Hermann Körner war der Kirchschullehrer und wohnte im Haus Nr. 52.
Im Oktober 1954 haben Erich Höhne (Fotograf) und Erich Pohl (Fotograf) aus Dresden in Großdittmannsdorf eine Fotoserie mit dem Lehrer und den Schülern erstellt. Diese ist in der Deutschen Fotothek verfügbar.
Heute liegt Großdittmannsdorf fast wie eine Exklave im südöstlichen Zipfel des Landkreises Meißen, dem es seit der Kreisgebietsreform in Sachsen 1994 angehört. Zuvor gehörte es zum Burgbezirk (castrum) und Amt Dresden, dann zu Amt (1770) bzw. Amtshauptmannschaft (1875) Großenhain, nach der Kreisreform der Deutschen Demokratischen Republik 1952 zum Kreis Dresden-Land. Großdittmannsdorf war bis 1999 eine selbständige Gemeinde. Am 1. Oktober 1949 wurde Boden als Ortsteil eingegliedert.
Am 1. Januar 1999 wurden Großdittmannsdorf und Boden zeitgleich mit dem benachbarten Promnitztal Ortsteile der Stadt Radeburg.

## Umgebung
Großdittmannsdorf liegt in einer Flussaue, die von der Röder in Ost-West-Richtung durchflossen wird. Der Fluss trennt hier die offene Kleinkuppenlandschaft im Süden von der Radeburger Heide im Norden, die zu den Königsbrück-Ruhlander Heiden gehört. Zwei kleine Naturschutzgebiete, das „Waldmoore bei Großdittmannsdorf“ und der „Moorwald am Pechfluss bei Medingen“ liegen in der Heide in unmittelbarer Nähe des Ortes. Beide Naturschutzgebiete bilden zusammen das Fauna-Flora-Habitat Gebiet „Moorwaldgebiet bei Großdittmannsdorf“.

## Sehenswürdigkeiten

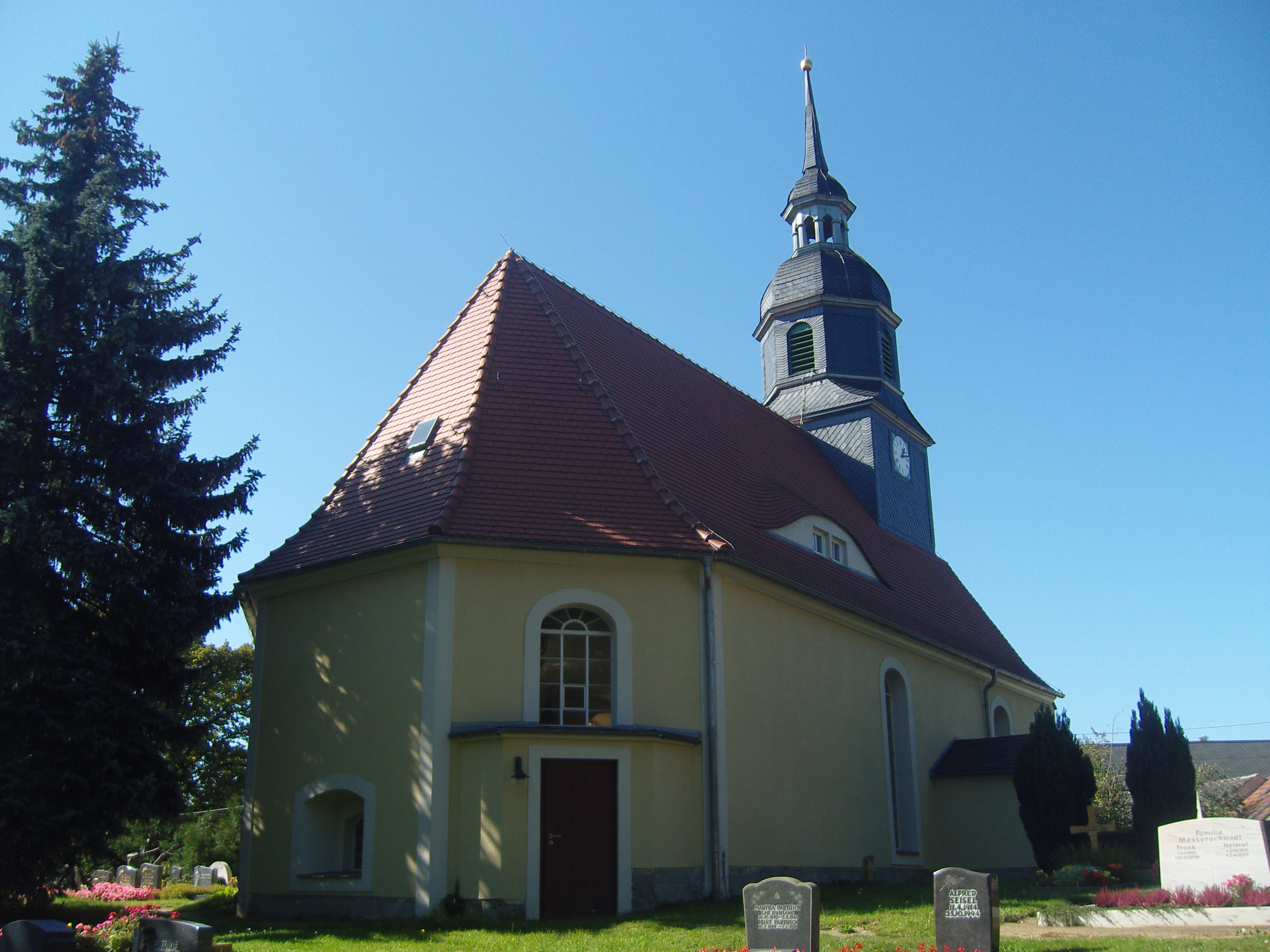
Kirche in Großdittmannsdorf

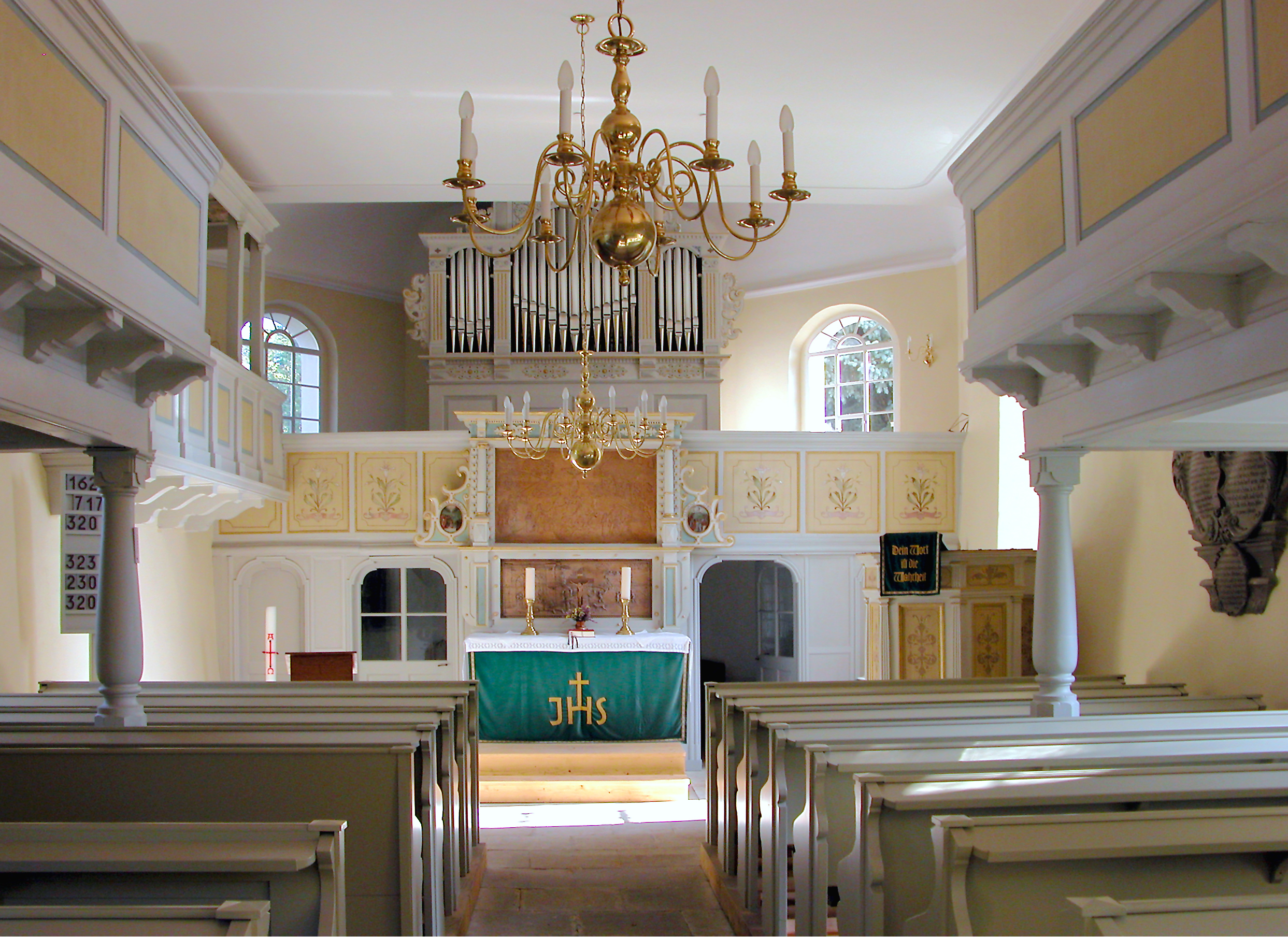
Innenansicht der Kirche mit Orgel

### Kirche
Neben den besonderen Reizen der Umgebung ist die barocke Dorfkirche sehenswert. Sie entstand 1605 durch eine Stiftung des Peter Zeidler genannt Hofmann von Berbisdorf auf Boden und Dittmannsdorf als Grablege seiner Familie anstelle einer früheren gotischen Kapelle. Bis dahin war der Ort nach Radeburg eingepfarrt, gehörte aber dann (bis in die heutige Zeit) kirchlich zu Medingen.
Das verputzte Bauwerk ist eine schlichte Saalkirche mit Fünfachtelschluss, Satteldach und einem mächtigen achteckigen Dachreiter mit Haube und Laterne. An der Nordseite ist ein kleiner Eingangsvorbau angeordnet. Im Innern ist das Bauwerk mit einer flachen Stuckdecke geschlossen, an den Längsseiten sind eingeschossige Emporen und im Nordosten eine Patronatsloge angeordnet.
Der Altar zeigt in einem Holzrelief die Anbetung der Hirten, vermutlich noch aus dem frühen 17. Jahrhundert. Die Orgel ist ein Werk von Franz-Emil Keller aus dem Jahr 1899, wobei teilweise Schnitzwerk der Vorgängerorgel verwendet wurde. Ein feingearbeitetes Sandsteinepitaph von 1710 erinnert an Siegmund von Zeidler und seine Frau Margaretha, es zeigt die gemalten Porträts der Verstorbenen.
Für die Kirche schuf der Bildhauer Johann Gottlob Matthäi im Jahre 1795 ein allegorisches Denkmal für Dr. Richard Rentsch.

### Weitere Gebäude
Von Bedeutung war für Großdittmannsdorf auch eine Getreide- und Brettmühle am oberen Ende des alten Waldhufendorfes. Sie arbeitete fast 300 Jahre bis nach dem Zweiten Weltkrieg.
Siehe auch: Liste der Kulturdenkmale in Großdittmannsdorf

## Tourismus
Großdittmannsdorf ist mit Kraftfahrzeugen direkt über die Autobahnanschlussstelle Radeburg (A 13) und die Staatsstraße 177 Radeburg–Radeberg zu erreichen. Buslinien verkehren auf den Linien Dresden–Radeburg und Radeberg–Radeburg über Großdittmannsdorf.
Radtouristen erreichen Großdittmannsdorf über eine Route entlang der ehemalige sächsischen Salzstraße und einer Elbstädteroute. Die nördlich des Ortes befindliche Radeburger Heide eignet sich für  sanften Tourismus, insbesondere zum Wandern. Ein Hauptwanderweg (roter Querbalken) führt aus dem Talkessel der Elbe über Moritzburg, Cunnertswalde und Bärnsdorf nach Großdittmannsdorf, und weiter über Ottendorf zum Nordic-Walking-Park in Laußnitz.